# Karl Kiem
Karl Kiem (* 1953) ist ein deutscher Architekt, Bauhistoriker und Professor. Seine Fachgebiete sind die Baugeschichte und Denkmalpflege. Die Forschungsschwerpunkte liegen sowohl bei typologischen Untersuchungen von in einer großen Zahl vorkommenden Bauten als auch komplexen weitreichenden Einzelstudien. Diese Arbeiten erstrecken sich auf die Architektur Europas vom Mittelalter bis zum 20. Jahrhundert.

## Leben und Werk
Karl Kiem wuchs zunächst in einem bauhandwerklich, später jesuitisch geprägten Umfeld auf. Er studierte Architektur mit der Vertiefung Baugeschichte an drei Berliner Hochschulen (Technische Universität, Freie Universität und Hochschule der Künste, heute Universität der Künste). Praktische Erfahrung als Architekt erwarb er im Architekturbüro Van den Broek en Bakema in Rotterdam. Nach einer fünfjährigen freiberuflichen Tätigkeit für die Berliner Denkmalpflege wechselte er 1988 als Wissenschaftlicher Mitarbeiter an den Lehrstuhl Baugeschichte der Technischen Universität Berlin, wo er 1991 promoviert wurde. Die zweite Promotion fand an der Universität von Amsterdam im Fachgebiet Kunstgeschichte statt (1996), die Habilitation nach einer Förderung der DFG im Rahmen eines Habilitandenstipendiums an der Technischen Universität Hamburg-Harburg (1998). An der Universität Siegen erfolgte zwischen 2002 und 2018 im Rahmen der Professur für Baugeschichte und Denkmalpflege die Lehre in den entsprechenden Fächern.
Aus den Forschungsarbeiten von Karl Kiem sind grundlegende Publikationen hervorgegangen. Unter den Büchern dürfen folgende Arbeiten besonders genannt werden: zu den Berliner Siedlungen des frühen zwanzigsten Jahrhunderts (Gartenstadt Staaken), zur Typologie öffentlicher Gebäude in der Republik der Niederlande und im übrigen Europa im 17. und 18. Jahrhundert (Waaggebäude), den Hochschulbauten der sechziger Jahre des zwanzigsten Jahrhunderts (Freie Universität Berlin) und den riegellosen Fachwerkhäusern des Siegener Industriegebiets, wie sie von Bernd und Hilla Becher fotografiert wurden.

## Veröffentlichungen

### Bücher und Sammelbände (Auswahl)
- Die Gartenstadt Staaken (1914–17) als Prototyp der modernen deutschen Siedlung. In: Vittorio Magnago Lampugnani, Romana Schneider (Hrsg.): Moderne Architektur in Deutschland. 1900 bis 1950; Reform und Tradition. Katalog zur Ausstellung im Deutschen Architekturmuseum. Frankfurt am Main / Stuttgart 1992, ISBN 3-7757-0363-2, S. 132–149.
- Die Gartenstadt Staaken, 1914–1917; Typen, Gruppen, Varianten. (= Die Bauwerke und Kunstdenkmäler von Berlin. Beiheft 26). Gebr. Mann, Berlin 1997, ISBN 3-7861-1885-X.
- Gartenstadt Staaken. In: Wolfgang Voigt, Hartmut Frank (Hrsg.): Paul Schmitthenner 1884–1972. Katalog zur Ausstellung im Deutschen Architekturmuseum, Frankfurt am Main / Tübingen 2003, ISBN 3-8030-0633-3, S. 128–130.
- Vielschichtiger Betonfelsen. Die Wallfahrtskirche in Neviges. In: Wolfgang Voigt (Hrsg.): Gottfried Böhm. Katalogbuch zur Ausstellung im Deutschen Architekturmuseum, Frankfurt am Main. Berlin 2006, ISBN 3-939633-08-9, S. 60–79.
- Die Freie Universität Berlin (1967–1973). Hochschulbau, Team-X-Ideale und tektonische Phantasie/The Free University (1967–1973). Campus design, Team X ideals and tectonic invention. Weimar 2008, ISBN 978-3-89739-575-6. doi:10.1466/20070911.19
- Free University of Berlin, Germany 1997–2005. In: David Jenkins (Hrsg.): Norman Foster Works 5. München u. a. 2009, ISBN 978-3-7913-3258-1, S. 350–363.
- Die Waage. Ein Bautyp des «Goldenen Jahrhunderts» in Holland. Berlin 2009, ISBN 978-3-7861-2605-8.
- The Weigh House. An Architectural Typology of the Dutch Golden Age. In: Konrad Ottenheym, Krista de Jonge, Monique Chatenet (Hrsg.): Public Buildings in Early Modern Europe. (= Architectura Moderna; Architectural Exchanges in Europe, 16th–17th Centuries. Bd. 9). Turnhout 2010, ISBN 978-2-503-53354-4, S. 261–272.
- Im Bannkreis Theodor Fischers. Die frühen Erfolge des Paul Bonatz. In: Wolfgang Voigt, Roland May (Hrsg.): Paul Bonatz 1877–1956. Tübingen/Berlin 2011, ISBN 978-3-8030-0730-8, S. 39–50.
- Häuser in Bildern. Anmerkungen zur Gebäudetypologie und zur Baukonstruktion der riegellosen Fachwerkhäuser des Siegener Industriegebiets. In: Karl Kiem (Hrsg.): Nobilitierte Hauslandschaft: zur Architektur der von Bernd und Hilla Becher fotografierten Fachwerkhäuser des Siegener Industriegebiets. Dresden 2015, ISBN 978-3-945363-14-0, S. 11–28.
- Some kind of secret testimony from Mies. Konrad Wachsmann und die Ausstellung von Bernd und Hilla Becher an der University of Southern California. In: Karl Kiem (Hrsg.): Nobilitierte Hauslandschaft. Zur Architektur der von Bernd und Hilla Becher fotografierten Fachwerkhäuser des Siegener Industriegebiets. Dresden 2015, ISBN 978-3-945363-14-0, S. 29–42.
- Versuch über eine Stele. Anmerkungen zur Baugeschichte und Bedeutung der Siedlungen Onkel-Toms-Hütte und Fischtalgrund in Berlin-Zehlendorf. In: Juan Calatrava u. a. (Hrsg.): Otra historia. Estudios sobre arquitectura y urbanismo en honor de Carlos Sambricio. [Madrid] 2015, ISBN 978-84-606-8772-6, S. 344–355.
- Typisierung vs. Serie. Anmerkungen zum ortsfesten Fachwerk im frühen 20. Jahrhundert am Beispiel der Fachwerkhäuser des Siegener Industriegebiets. In: Petra Lohmann (Hrsg.): Häuser wiederholt. Serie als Lust und Last. Siegen 2018, ISBN 978-3-96182-034-4 (nbn-resolving.org)
- Weigh House. A building type of the Dutch Golden Century. Siegen 2019, (Erweiterte englischsprachige Ausgabe von Die Waage. Ein Bautyp des «Goldenen Jahrhunderts» in Holland. Berlin 2009) doi:10.25819/ubsi/39

### Artikel in Zeitschriften (Auswahl)
- Rammekens, eine frühe Bastionärfestung in den Niederlanden (De Boni, ab 1547). In: architectura, Zeitschrift für die Geschichte der Baukunst. Band 18, Heft 1, München/Berlin 1987, S. 67–75. doi:10.25819/ubsi/9965
- Die Waage von Deventer (1528) als Handelshalle. In: Bulletin , Koninklijke Nederlandse Oudheidkundige Bond. Jg. 93, Heft 2, Zutphen 1994, S. 53–61.
- Der Umbau des Heilig-Geist-Hospitals von Alkmaar zur Waage (1582). In: A. Hoffmann, U. Hassler u. a. (Hrsg.): Koldewey-Gesellschaft; Bericht über die 38. Tagung für Ausgrabungswissenschaft und Bauforschung vom 11. bis 15. Mai 1994 in Brandenburg. Bonn 1996, S. 66–71. doi:10.25819/ubsi/4440
- Ideal und Wirklichkeit. Die Identifizierung der Entwurfszeichnungen für die Waage von Haarlem (Lieven de Key, 1598). In: architectura, Zeitschrift für die Geschichte der Baukunst. Band 27, Heft 1, München/Berlin 1996, S. 24–32. doi:10.25819/ubsi/4443
- High End im Mittelalter. Untersuchungen zur Geometrie des Grundrisses der Siegener Nikolaikirche. In: Siegerland. Jg. 95, Heft 2, 2018.
- Mit Ann-Christin Stolz: Transfer and Transformation. Framing Timber without Rails in the Siegen Industrial Region and beyond from the Late Eighteenth to the Early Twentieth Centuries. In: Architectural Theory Review. 6. Okt 2021. doi:10.1080/13264826.2021.1973048
- Der Grundriss von Castel del Monte und der Silberne Schnitt. Siegen 2022 (Preprint) doi:10.25819/ubsi/10224

## Über
- Götz Stöckmann (Hrsg.): Karl Kiem. (= Reihe hell. Bd. 1). Universi, Siegen 2017, ISBN 978-3-936533-85-9. doi:10.25819/ubsi/102